# Billboard Music Awards 2014
Die Billboard Music Awards 2014 wurden am 18. Mai 2014 in der MGM Grand Garden Arena von Paradise, Nevada verliehen. Die Veranstaltung wurde live auf ABC übertragen. Moderator war der Rapper Ludacris.
Justin Timberlake gewann sieben seiner elf Nominierungen, darunter Top Artist, Top Male Artist und Top Billboard 200 Artist (für das Album The 20/20 Experience). Weitere Mehrfachpreisträger waren Imagine Dragons mit fünf ihrer 12 Nominierungen sowie Robin Thicke, Pharrell Williams und T.I., die je vier Preise gewannen. Lorde hatte 12 Nominierungen, Katy Perry hatte 10. Es folgten Miley Cyrus mit neun und Macklemore & Ryan Lewis mit acht. Jennifer Lopez erhielt den Icon Award.
Auftritte gab es unter anderem von Shakira, One Republic, John Legend, Lorde, Jason Derulo, Carrie Underwood und Miley Cyrus.

## Auftritte

### Preshow
| Künstler      | Lieder   |
| ------------- | -------- |
| Austin Mahone | Mmm Yeah |
| Cher Lloyd    | Sirens   |

### Hauptshow
| Künstler                              | Lieder                                                              |
| ------------------------------------- | ------------------------------------------------------------------- |
| Pitbull Jennifer Lopez Claudia Leitte | We Are One (Ole Ola)                                                |
| OneRepublic                           | Counting Stars                                                      |
| Iggy Azalea Charli XCX Ariana Grande  | Fancy (Azalea & XCX) Problem (Grande & Azalea)                      |
| Florida Georgia Line Luke Bryan       | This Is How We Roll                                                 |
| Shakira                               | Empire                                                              |
| 5 Seconds of Summer                   | She Looks So Perfect                                                |
| Katy Perry                            | Birthday (aufgezeichnet in der Metro Radio Arena)                   |
| Imagine Dragons                       | Tiptoe                                                              |
| Michael Jackson                       | Slave to the Rhythm (als eine Pepper’s ghost-Illusion)              |
| Ricky Martin                          | Vida                                                                |
| Luke Bryan                            | Play It Again                                                       |
| Lorde                                 | Tennis Court                                                        |
| Miranda Lambert Carrie Underwood      | Somethin' Bad                                                       |
| John Legend                           | All of Me You and I (Nobody in the World)                           |
| Jason Derulo Snoop Dogg 2 Chainz      | Wiggle Talk Dirty                                                   |
| Miley Cyrus The Flaming Lips          | Lucy in the Sky with Diamonds (aufgenommen in der Manchester Arena) |
| Robin Thicke                          | Get Her Back                                                        |
| Jennifer Lopez                        | First Love                                                          |

### Resident-DJ
- Tiesto

## Gewinner und Nominierte
Die Gewinner sind vorangestellt und fett geschrieben.
| Top Artist | Top New Artist |
| --- | --- |
| - Justin Timberlake - Miley Cyrus - Imagine Dragons - Bruno Mars - Katy Perry | - Lorde - Bastille - Capital Cities - Ariana Grande - Passenger |
| Top Male Artist | Top Female Artist |
| - Justin Timberlake - Luke Bryan - Drake - Eminem - Bruno Mars | - Katy Perry - Beyoncé - Miley Cyrus - Lorde - Rihanna |
| Top Duo/Group | Top Touring Artist |
| - Imagine Dragons - Florida Georgia Line - Macklemore & Ryan Lewis - One Direction - OneRepublic | - Bon Jovi - Beyoncé - Pink - Rihanna - Bruce Springsteen & the E-Street Band |
| Top Billboard 200 Artist | Top Billboard 200 Album |
| - Justin Timberlake - Beyoncé - Luke Bryan - Eminem - One Direction | - The 20/20 Experience – Justin Timberlake - Beyoncé – Beyoncé - Crash My Party – Luke Bryan - Nothing Was the Same – Drake - The Marshall Mathers LP 2 – Eminem                                                                                                 |
| Top Hot 100 Artist | Top Hot 100 Song |
| - Imagine Dragons - Miley Cyrus - Lorde - Katy Perry - Justin Timberlake | - Blurred Lines – Robin Thicke ft. T.I. & Pharrell Williams - Wrecking Ball – Miley Cyrus - Radioactive – Imagine Dragons - Royals – Lorde - Roar – Katy Perry                                                                                                   |
| Top Radio Songs Artist | Top Radio Song |
| - Justin Timberlake - Imagine Dragons - Lorde - Bruno Mars - Katy Perry | - Blurred Lines – Robin Thicke ft. T.I. & Pharrell Williams - Wake Me Up! – Avicii - Royals – Lorde - Roar – Katy Perry - Mirrors – Justin Timberlake |
| Top Digital Songs Artist | Top Digital Song |
| - Katy Perry - Miley Cyrus - Imagine Dragons - Lorde - Macklemore & Ryan Lewis | - Blurred Lines – Robin Thicke ft. T.I. & Pharrell Williams - Radioactive – Imagine Dragons - Royals – Lorde - Counting Stars – OneRepublic - Roar – Katy Perry                                                                                                  |
| Top Social Artist (Fanvotum) | Top Streaming Artist |
| - Justin Bieber - Miley Cyrus - One Direction - Rihanna - Taylor Swift | - Miley Cyrus - Imagine Dragons - Macklemore & Ryan Lewis - Katy Perry - PSY |
| Top Streaming Song (Audio) | Top Streaming Song (Video) |
| - Radioactive – Imagine Dragons - Get Lucky – Daft Punk ft. Pharrell Williams - Royals – Lorde - Can’t Hold Us – Macklemore & Ryan Lewis ft. Ray Dalton - Blurred Lines – Robin Thicke ft. T.I. & Pharrell Williams  | - Wrecking Ball – Miley Cyrus - Harlem Shake – Baauer - We Can't Stop – Miley Cyrus - Thrift Shop – Macklemore & Ryan Lewis ft. Wanz - Roar – Katy Perry |
| Top Christian Artist | Top Christian Song |
| - Chris Tomlin - Mandisa - Skillet - tobyMac - Matthew West | - Hello, My Name Is – Matthew West - We Won't Be Shaken – Building 429 - Overcomer – Mandisa - Help Me Find It – Sidewalk Prophets - Whom Shall I Fear (God of Angel Armies) – Chris Tomlin                                                                      |
| Top Christian Album | Top Country Artist |
| - Precious Memories Volume II – Alan Jackson - Rise – Skillet - Miracle – Third Day - Burning Lights – Chris Tomlin - WOW Hits 2014 – Various Artists                                                                | - Luke Bryan - Florida Georgia Line - Darius Rucker - Blake Shelton - Taylor Swift |
| Top Country Song | Top Country Album |
| - Cruise – Florida Georgia Line ft. Nelly - Crash My Party – Luke Bryan - That's My Kind of Night – Luke Bryan - Wagon Wheel – Darius Rucker - Boys 'Round Here – Blake Shelton ft. Pistol Annies & friends          | - Crash My Party – Luke Bryan - Blame It All on My Roots: Five Decades of Influences – Garth Brooks - Here's to the Good Times – Florida Georgia Line - Duck the Halls: A Robertson Family Christmas – The Robertsons - Based on a True Story... – Blake Shelton |
| Top Dance/Electronic Artist | Top Dance/Electronic Song |
| - Daft Punk - Avicii - Calvin Harris - Lady Gaga - Zedd | - Wake Me Up! – Avicii - Get Lucky – Daft Punk ft. Pharrell Williams - I Love It – Icona Pop ft. Charli XCX - Applause – Lady Gaga - Clarity – Zedd ft. Foxes |
| Top Dance/Electronic Album | Top Latin Artist |
| - Random Access Memories – Daft Punk - True – Avicii - Artpop – Lady Gaga - Lindsey Stirling – Lindsey Stirling - Clarity – Zedd                                                                                     | - Marc Anthony - Gerardo Ortiz - Jenni Rivera - Prince Royce - Romeo Santos |
| Top Latin Song | Top Latin Album |
| - Vivir Mi Vida – Marc Anthony - Limbo – Daddy Yankee - Loco – Enrique Iglesias ft. Romeo Santos - Darte un Beso – Prince Royce - Propuesta Indecente – Romeo Santos                                                 | - 3.0 – Marc Anthony - Confidencias – Alejandro Fernández - 1969 - Siempre, En Vivo Desde Monterrey, Parte 1 – Jenni Rivera - Soy el Mismo – Prince Royce - Formula, Vol. 2 – Romeo Santos                                                                       |
| Top R&B Artist | Top R&B Song |
| - Justin Timberlake - Beyoncé - Pharrell Williams - Rihanna - Robin Thicke | - Blurred Lines – Robin Thicke ft. T.I. & Pharrell Williams - Drunk in Love – Beyoncé ft. Jay-Z - Hold On, We're Going Home – Drake ft. Majid Jordan - Happy – Pharrell Williams - Suit & Tie – Justin Timberlake ft. Jay-Z                                      |
| Top R&B Album | Top Rap Artist |
| - The 20/20 Experience – Justin Timberlake - Beyoncé – Beyoncé - Black Panties – R. Kelly - Blurred Lines – Robin Thicke - The 20/20 Experience – 2 of 2 – Justin Timberlake                                         | - Eminem - Drake - Jay-Z - Macklemore & Ryan Lewis - Pitbull |
| Top Rap Song | Top Rap Album |
| - Can’t Hold Us – Macklemore & Ryan Lewis ft. Ray Dalton - The Monster – Eminem ft. Rihanna - Holy Grail – Jay-Z ft. Justin Timberlake - Thrift Shop – Macklemore & Ryan Lewis ft. Wanz - Timber – Pitbull ft. Kesha | - The Marshall Mathers LP 2 – Eminem - Born Sinner – J. Cole - Nothing Was the Same – Drake - Magna Carta Holy Grail – Jay-Z - The Heist – Macklemore & Ryan Lewis                                                                                               |
| Top Rock Artist | Top Rock Song |
| - Imagine Dragons - Capital Cities - Fall Out Boy - Lorde - Passenger | - Royals – Lorde - Safe and Sound – Capital Cities - Demons – Imagine Dragons - Radioactive – Imagine Dragons - Let Her Go – Passenger |
| Top Rock Album | Milestone Award (fan-voted) |
| - Night Visions – Imagine Dragons - Born to Die – Lana Del Rey - Save Rock and Roll – Fall Out Boy - Pure Heroine – Lorde - Babel – Mumford & Sons                                                                   | - Carrie Underwood - Ellie Goulding (runner-up) - OneRepublic (runner-up) - Imagine Dragons - John Legend - Luke Bryan |
| Icon Award | |
| Jennifer Lopez | |

### Mehrfache Preisträger und Nominierte
| Nominierungen | Künstler                |
| ------------- | ----------------------- |
| 14            | Imagine Dragons         |
| 12            | Justin Timberlake       |
| 12            | Lorde                   |
| 10            | Katy Perry              |
| 9             | Miley Cyrus             |
| 9             | Pharrell Williams       |
| 8             | Luke Bryan              |
| 8             | Macklemore & Ryan Lewis |
| 7             | Beyoncé                 |
| 7             | Robin Thicke            |
| 6             | Eminem                  |
| 5             | Drake                   |
| 5             | Jay-Z                   |
| 5             | Rihanna                 |
| 5             | T.I.                    |
| 4             | Avicii                  |
| 4             | Daft Punk               |
| 4             | Florida Georgia Line    |
| 4             | Romeo Santos            |
| 3             | Marc Anthony            |
| 3             | Capital Cities          |
| 3             | Lady Gaga               |
| 3             | Bruno Mars              |
| 3             | One Direction           |
| 3             | OneRepublic             |
| 3             | Passenger               |
| 3             | Prince Royce            |
| 3             | Blake Shelton           |
| 3             | Chris Tomlin            |
| 3             | Zedd                    |
| 2             | Ray Dalton              |
| 2             | Fall Out Boy            |
| 2             | Mandisa                 |
| 2             | Pitbull                 |
| 2             | Jenni Rivera            |
| 2             | Darius Rucker           |
| 2             | Skillet                 |
| 2             | Taylor Swift            |
| 2             | Wanz                    |
| 2             | Matthew West            |

| Siege | Künstler          |
| ----- | ----------------- |
| 7     | Justin Timberlake |
| 5     | Imagine Dragons   |
| 4     | T.I.              |
| 4     | Robin Thicke      |
| 4     | Pharrell Williams |
| 3     | Marc Anthony      |
| 3     | Miley Cyrus       |
| 2     | Luke Bryan        |
| 2     | Daft Punk         |
| 2     | Eminem            |
| 2     | Lorde             |
| 2     | Katy Perry        |